# Analisi del ciclo di vita

Esempio di analisi del ciclo di vita: confronto del quantitativo di CO2 equivalente prodotta dai processi di produzione di energia da gas naturale (in alto) e da carbone (in basso).

L'analisi del ciclo di vita (LCA, in inglese life-cycle assessment) è un metodo strutturato e standardizzato a livello internazionale che permette di quantificare i potenziali impatti sull'ambiente e sulla salute umana associati a un bene o servizio, a partire dal rispettivo consumo di risorse e dalle emissioni. Nella sua concezione tradizionale, considera l'intero ciclo di vita del sistema oggetto di analisi a partire dall’acquisizione delle materie prime sino alla gestione al termine della vita utile includendo le fasi di fabbricazione, distribuzione e utilizzo (approccio definito "dalla culla alla tomba"). Spesso è utilizzata come strumento di supporto alle decisioni per fornire un contributo effettivo ed efficace verso una maggiore sostenibilità di beni e servizi.

## Origine e finalità dell'analisi del ciclo di vita

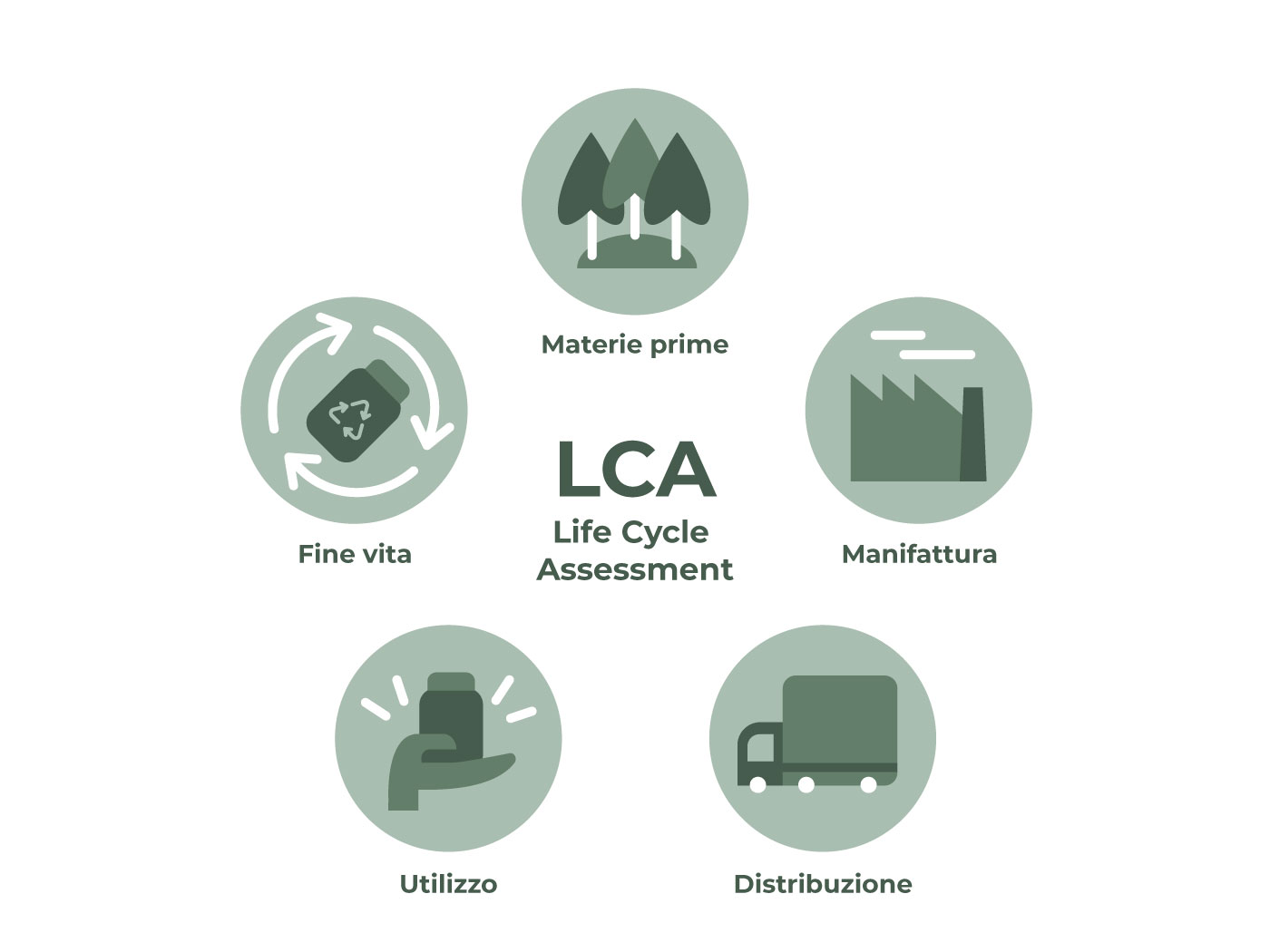
Schema-Life-Cycle-Assessment LCA [https://www.henryandco.it/faq/lca-life-cycle-assessment-analisi-del-ciclo-di-vita/

Negli ultimi decenni, è accresciuta la consapevolezza dell'importanza della protezione dell'ambiente. Sono state quindi sviluppate tecniche per la valutazione dei carichi ambientali associati a beni e servizi. Tra queste, si annovera la metodologia dell'analisi del ciclo di vita.
Concepita a partire da analisi energetiche, la metodologia si è sviluppata nel periodo compreso tra gli anni 1970 e 1990, sebbene con approcci e metodologie profondamente differenti. A partire dall'anno 1990, in cui è stato coniato il termine analisi del ciclo di vita, è iniziata la standardizzazione in cui ha avuto un importante ruolo di coordinamento la Society of environmental toxicology and chemistry (SETAC). Sono poi stati elaborati standard internazionali ovvero le norme ISO 14040:2006 e ISO 14044:2006. È quindi attualmente un metodo strutturato e standardizzato a livello internazionale che permette di quantificare i potenziali impatti sull'ambiente e sulla salute umana associati a un bene o servizio, a partire dal rispettivo consumo di risorse e dalle emissioni.
Un'analisi del ciclo di vita può quindi fornire un importante contributo all'identificazione e al miglioramento delle prestazioni ambientali dei beni e dei servizi con un'attenzione specifica a ciascuna fase del ciclo di vita. È di conseguenza uno strumento di supporto alle decisioni per industrie e organizzazioni, ad esempio per la progettazione o la riprogettazione di prodotti caratterizzati da una maggiore sostenibilità ambientale.

## Struttura di un'analisi del ciclo di vita

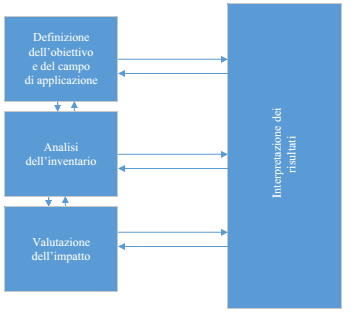
Fasi che caratterizzano l'analisi del ciclo di vita

L’analisi del ciclo di vita è attualmente standardizzata dalle norme ISO 14040:2006 e ISO 14044:2018 che ha sostituito la precedente ISO 14044:2006. Un supporto per l'applicazione di tali standard è fornito da ulteriori norme ISO (ISO14047:2012 e ISO 14049:2012). Inoltre, l'International reference life cycle data system (ILCD) handbook, redatto in accordo con le suddette norme ISO, comprende una serie di manuali che costituiscono una guida tecnica per lo svolgimento di analisi del ciclo di vita.
L’analisi del ciclo di vita è un processo iterativo che comprende quattro fasi principali:
- definizione dell’obiettivo e del campo di applicazione
- analisi di inventario (LCI, in inglese Life Cycle Inventory)
- valutazione dell’impatto (LCIA, in inglese Life Cycle Impact Assessment)
- interpretazione

Durante lo svolgimento dell’analisi si rendono via via disponibili informazioni che permettono di affinare, e se necessario revisionare, ciascuna delle fasi che la caratterizzano.

### Definizione dell’obiettivo e del campo di applicazione
Per quanto riguarda la definizione dell’obiettivo, è necessario innanzitutto definire la motivazione e il contesto dello studio, il tipo di pubblico a cui è destinata l’analisi e l’applicazione che si intende perseguire (a titolo di esempio le analisi possono essere strumento di supporto alle decisioni così come studi di rendicontazione e monitoraggio). Tali aspetti hanno una profonda influenza sulle successive ipotesi e scelte di lavoro.
La definizione del campo di applicazione prevede invece di identificare i seguenti aspetti:
- il sistema o i sistemi (ad esempio in caso di analisi comparativa) oggetto di analisi
- la funzione del sistema o dei sistemi e l’unità funzionale
- il confine del sistema
- le modalità di gestione dei casi di multifunzionalità
- le categorie di impatto e i metodi di valutazione degli impatti che saranno applicati
- i requisiti di qualità dei dati
- le ipotesi e le limitazioni dello studio

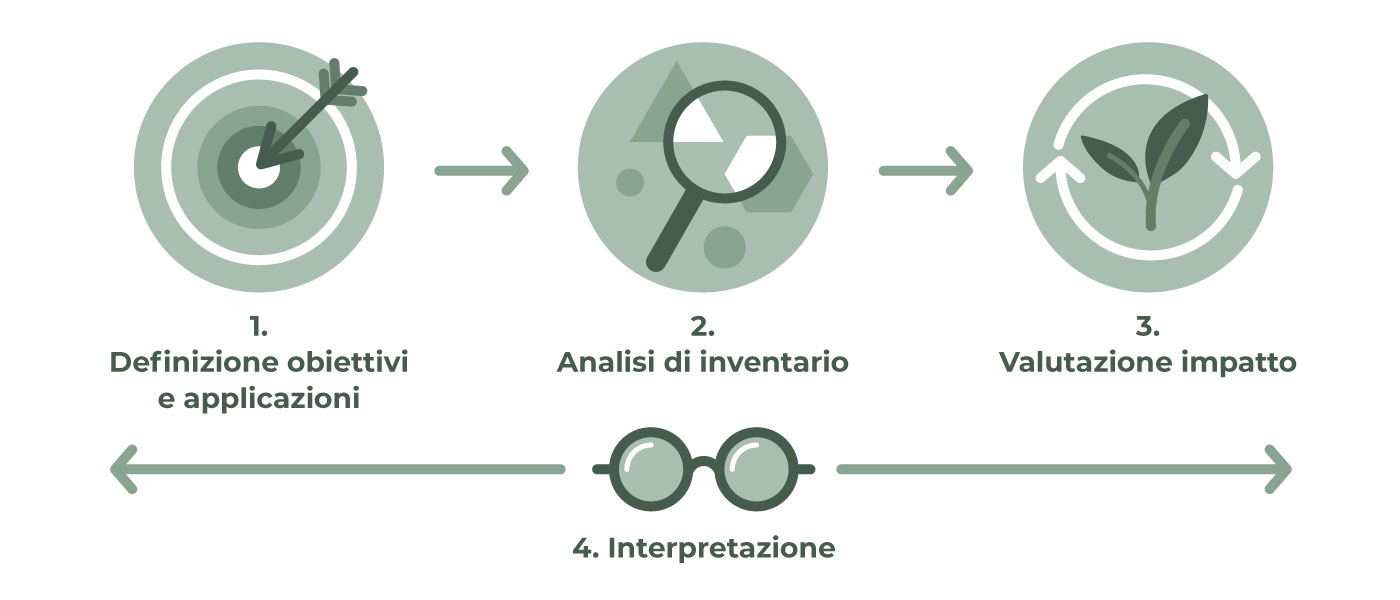
Metodologia lca https://www.henryandco.it/faq/lca-life-cycle-assessment-analisi-del-ciclo-di-vita/

#### Funzione del sistema e unità funzionale
La definizione della funzione del sistema e dell’unità funzionale sono fasi fondamentali dell’analisi del ciclo di vita. L’unità funzionale identifica gli aspetti qualitativi e quantitativi della funzione ed è l’unità di riferimento per tutti i dati in ingresso e in uscita. Ad esempio, nel caso in cui si voglia valutare l’impatto potenziale relativo all’uso di salviette asciugamani in carta, si può individuare l’asciugatura delle mani come funzione del sistema e 100 paia di mani asciugate come unità funzionale. In caso di analisi comparative, il confronto tra due sistemi può essere effettuato esclusivamente in riferimento alla medesima unità funzionale. Nell’esempio indicato, l’unità funzionale individuata permetterebbe di confrontare l’impatto potenziale associato all’uso di salviette asciugamani in carta con quello relativo all’impiego di un asciugamani elettrico.

#### Confine del sistema
La definizione del confine del sistema prevede l’individuazione delle fasi e dei processi da includere nell’analisi. Analisi sullo stesso sistema svolte con confine differente conducono a risultati diversi e non confrontabili. Un’analisi del ciclo di vita include tradizionalmente tutte le fasi dall’acquisizione delle materie prime sino al trattamento al termine della vita utile (approccio dalla culla alla tomba, in inglese cradle-to-grave); sono possibili tuttavia diversi approcci che escludono determinate fasi: esistono analisi dalla culla al cancello (in inglese cradle-to-gate) che si concludono con l’ottenimento di un prodotto o analisi dal cancello al cancello (in inglese gate-to-gate) relative al solo processo produttivo.

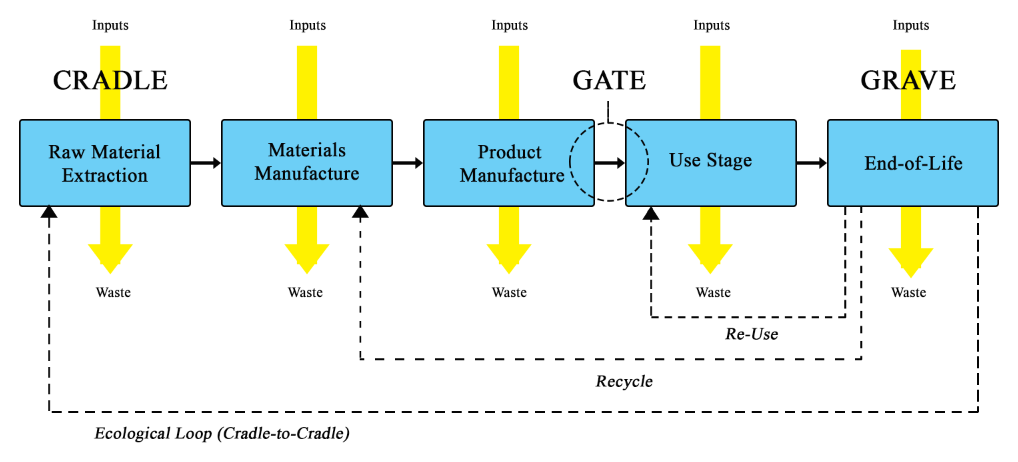
Rappresentazione delle fasi del ciclo di vita di un processo produttivo con indicati la "culla" (cradle), il "cancello" (gate) e la "tomba" (grave).

#### Modalità di gestione dei casi di multifunzionalità
Nel caso in cui un sistema presenti più di una funzione (multifunzionalità), come ad esempio un processo produttivo caratterizzato dalla produzione di diversi prodotti, e lo studio sia relativo ad una sola di esse, è necessario prendere in considerazione i soli input e output associati a tale funzione. Esistono diversi approcci per risolvere i casi di multifunzionalità per i quali la norma ISO 14044:2018 indica una precisa gerarchia di applicazione. Approcci differenti condurranno a risultati dell’analisi differenti.

#### Categorie di impatto e metodi di valutazione degli impatti
È necessario definire preliminarmente le categorie di impatto da valutare e i rispettivi metodi per la valutazione degli impatti così da assicurare che la loro scelta non sia influenzata dai risultati dell’analisi. La scelta delle categorie di impatto deve essere coerente con l’obiettivo dello studio e deve essere effettuata in modo da coprire per quanto possibile tutti i potenziali effetti del sistema analizzato sull’ambiente. Le categorie possono fare riferimento ai materiali e alle risorse consumati dal sistema (ad esempio l’impoverimento delle risorse minerali, fossili o idriche e il consumo di suolo) o riferirsi agli impatti causati dall’emissione di sostanze nell’ambiente (quali il cambiamento climatico, la riduzione dello strato di ozono, la tossicità per gli esseri umani, l’ecotossicità, la formazione di ozono fotochimico, l’acidificazione e l’eutrofizzazione).
A valle della definizione delle categorie di impatto, per ciascuna di esse è necessario scegliere un corrispondente indicatore. Esso può essere scelto ovunque lungo il meccanismo ambientale che lega i dati di inventario agli impatti sulle aree di protezione (salute umana, ambiente naturale o risorse naturali). In dettaglio, gli indicatori a livello midpoint sono definiti lungo il meccanismo ad un livello intermedio (a titolo di esempio, per la categoria di impatto formazione di ozono fotochimico può essere considerato l’indicatore incremento della concentrazione di ozono troposferico); con gli indicatori a livello di endpoint si modellizza invece l’intero meccanismo (sempre per la categoria formazione di ozono fotochimico può essere considerato l’indicatore disability-adjusted life year (DALY) che ne quantifica i danni sulla salute umana). Gli indicatori a livello di endpoint presentano una maggiore rilevanza ambientale ma implicano maggiori incertezze nella procedura di modellizzazione.
Per rendere i risultati confrontabili e facilitare il lavoro, i software di supporto all’esecuzione di analisi del ciclo di vita contengono già un elenco di metodi di caratterizzazione che includono determinate categorie di impatto con i relativi indicatori e i modelli di caratterizzazione con i quali è effettuato il calcolo degli impatti potenziali.
A partire da una rassegna di diversi metodi di caratterizzazione disponibili per le categorie di impatto più comunemente utilizzate, l'ILCD handbook presenta, per ciascuna di esse, i più affidabili sia a livello midpoint che endpoint, quando disponibili, specificandone il livello di sviluppo (raccomandato e soddisfacente / raccomandato con necessità di miglioramenti / raccomandato ma da applicare con cautela / interim). Tale selezione è stata successivamente aggiornata nel contesto dell’analisi ambientale dei prodotti (PEF, in inglese product environmental footprint), una metodologia basata sull’analisi del ciclo di vita per la quantificazione degli impatti ambientali di prodotti definita con lo scopo di condurre studi più facilmente comparabili, riproducibili e verificabili rispetto agli altri approcci esistenti.

#### Requisiti di qualità dei dati
È necessario che i dati da utilizzare siano rappresentativi (in termini tecnologici, spaziali e temporali) del sistema oggetto di analisi e appropriati in termini di completezza e incertezza. Tali aspetti definiscono la qualità dei dati a cui è associata l’affidabilità dei risultati. Ove possibile è preferibile utilizzare dati primari specifici dei processi analizzati; in assenza di questi è necessario fare riferimento a dati secondari (quali dati contenuti in database o in studi di letteratura).

### Analisi di inventario
La fase di analisi di inventario prevede la raccolta e l’acquisizione dei dati e la conseguente modellizzazione del sistema oggetto di analisi da svolgere in accordo con quanto definito nella fase precedente. È tipicamente la fase che richiede i maggiori sforzi di tutta l’analisi. Questa fase include inoltre la risoluzione dei casi di multifunzionalità del sistema.
Per tutti i processi inclusi nel confine del sistema è necessario raccogliere i dati relativi a:
- flussi elementari in ingresso e in uscita (risorse ed emissioni)
- flussi di prodotto in ingresso e in uscita (beni e servizi)
- flussi di rifiuti (acque reflue, rifiuti solidi e liquidi)

Si ottiene quindi un diagramma di flusso che è un modello, seppur approssimato, della realtà e che rappresenta, nel modo più fedele possibile, gli scambi tra i singoli processi all’interno del confine del sistema. Si calcolano quindi i risultati dell’analisi di inventario ovvero la combinazione di tutti gli input e gli output. Se il sistema è stato modellizzato in modo completo, l’inventario risulta caratterizzato esclusivamente da flussi elementari (risorse ed emissioni) in aggiunta al prodotto definito dall’unità funzionale.

### Valutazione degli impatti
Le informazioni ottenute dall’analisi di inventario costituiscono la base di partenza per la fase di valutazione degli impatti ovvero dei danni potenziali sulla salute umana e sull’ambiente associati ai consumi di risorse e di energia e ai rilasci nell’ambiente documentati nell’analisi di inventario stessa. In accordo con la norma ISO 14044:2018, la valutazione degli impatti si compone di due fasi obbligatorie e tre opzionali che permettono l’aggregazione dei risultati ottenuti con le fasi obbligatorie:
- classificazione (obbligatoria)
- caratterizzazione (obbligatoria)
- normalizzazione (opzionale)
- raggruppamento (opzionale)
- pesatura (opzionale)

#### Classificazione
La classificazione prevede l'assegnazione di ciascun flusso elementare (risultato dell’analisi di inventario) alla o alle rispettive categorie di impatto, in funzione degli effetti che può provocare sull’ambiente. Ad esempio l’anidride carbonica ha effetti sulla categoria di impatto cambiamento climatico così come il metano e il protossido di azoto.

#### Caratterizzazione
La caratterizzazione permette il calcolo dei risultati dell’indicatore di categoria: a valle della classificazione, si calcola l’impatto totale come somma dei singoli effetti potenziali valutati tramite un fattore di conversione (fattore di caratterizzazione) associato ad ogni sostanza che permette di esprimere i diversi contributi con un riferimento comune. Considerando nuovamente anidride carbonica, metano e protossido di azoto, essi contribuiscono al cambiamento climatico ma in maniera differente. Tramite opportuni fattori di caratterizzazione, che esprimono i potenziali di riscaldamento globale, si calcola il contributo dei tre gas in termini di CO2 equivalente.
La classificazione e la caratterizzazione sono svolte generalmente con l’utilizzo dei metodi di caratterizzazione descritti nella fase di definizione del campo di applicazione. Al termine di tali fasi, si ottengono come risultati i potenziali impatti per ciascuna delle categorie considerate, ciascuno con la propria unità di misura e che pertanto non possono essere confrontati tra loro.

#### Normalizzazione
In questa fase, gli impatti potenziali relativi a ciascuna delle categorie considerate, ottenuti dalla fase di caratterizzazione, sono rapportati a fattori di normalizzazione così da risultare espressi con la stessa unità di riferimento. Tale fase ha la finalità di rendere maggiormente comprensibile l’entità dei diversi impatti del sistema analizzato. I fattori di normalizzazione possono fare riferimento a impatti di una determinata area (globale, regionale, nazionale o locale) totali o pro-capite o di uno scenario alternativo di riferimento.

#### Raggruppamento
Il raggruppamento prevede la classificazione o l'ordinamento delle categorie di impatto sulla base ad esempio della scala del rispettivo impatto o del livello di priorità.

#### Pesatura
Quest'ultima fase comporta l'assegnazione di un peso alle diverse categorie di impatto: gli impatti potenziali relativi a ciascuna delle categorie, tipicamente normalizzati, sono quindi moltiplicati per un fattore di pesatura. Esistono numerose possibili modalità di calcolo dei fattori, con approcci profondamente differenti tra cui:
- valutazione di un gruppo di esperti
- distanza dall’obiettivo (si basa sulla differenza tra carico ambientale attuale e livello limite)
- monetizzazione (si basa sulla spesa per rimuovere gli effetti dell’impatto)

Tale procedura è pertanto legata a scelte soggettive che possono condurre a risultati profondamente differenti. La pesatura non va quindi applicata in studi destinati a comparazioni da divulgare in pubblico. Al termine di normalizzazione e pesatura i risultati relativi alle diverse categorie di impatto possono essere sommati ottenendo un unico indice che rappresenta il potenziale impatto complessivo del sistema studiato da un punto di vista ambientale.

### Interpretazione
La norma ISO 14040:2006 definisce questa fase come il momento in cui realizzare una valida correlazione tra i risultati dell’analisi di inventario e della valutazione degli impatti per proporre utili raccomandazioni in conformità con gli scopi e gli obiettivi dello studio.
In dettaglio, questa fase ha principalmente due scopi: innanzitutto, deve permettere di migliorare la modellizzazione dell’inventario in relazione all’obiettivo dello studio; inoltre, permette di ottenere conclusioni più robuste e di fornire raccomandazioni, aspetti di particolare utilità per analisi di tipo comparativo.
Tale fase comprende:
- l’identificazione dei punti critici
- la fase di valutazione

I diversi aspetti della fase di interpretazione devono portare a trarre le conclusioni dello studio indicandone le limitazioni e fornendo le opportune raccomandazioni per il pubblico a cui è rivolto in accordo con l’obiettivo e l’utilizzo previsto.

#### Identificazione dei punti critici
Prevede innanzitutto un’analisi dei contributi più rilevanti ai potenziali impatti che permette ad esempio di valutare la necessità di incrementare la qualità dei dati così come di individuare gli aspetti su cui focalizzarsi per migliorare le prestazioni del sistema. È prevista inoltre la valutazione delle scelte che possono avere un’influenza importante sulla precisione dei risultati (quali scelte metodologiche, assunzioni e metodi utilizzati per la valutazione degli impatti).

#### Fase di valutazione
Questa fase comprende a sua volta:
- il controllo di completezza ovvero la valutazione dell’inventario in termini di completezza;
- l’analisi di sensitività con l’obiettivo di valutare l’affidabilità dei risultati (ad esempio tramite l’analisi di incertezza);
- il controllo di coerenza con l’obiettivo di valutare se i dati, i metodi e le assunzioni dello studio siano applicate in modo coerente nell’analisi e, nel caso di analisi comparative, tra i diversi sistemi esaminati.

## Applicazioni dell'analisi del ciclo di vita
L’analisi del ciclo di vita è stata concepita inizialmente per la valutazione degli impatti ambientali di prodotti ma da tempo è anche utilizzata per la valutazione di servizi, ovvero di tutte le attività caratterizzate da interazioni con l’ambiente. Tra tali servizi si annovera la gestione dei rifiuti la cui valutazione degli impatti permette di stimarne la sostenibilità ambientale, di ottimizzare il sistema stesso e di verificare la validità della gerarchia dei rifiuti identificando le opzioni di gestione e le loro combinazioni con i minori impatti ambientali. Numerosi sono gli studi riportati in letteratura svolti in tal senso.

### Analisi del ciclo di vita di sistemi di gestione dei rifiuti
Per una corretta applicazione dell'analisi del ciclo di vita a un sistema integrato di gestione dei rifiuti sono necessarie alcune modifiche, rispetto a un’analisi di prodotto classica, principalmente in relazione a unità funzionale e confine del sistema.
Mentre in un’analisi di prodotto l’unità funzionale è generalmente relativa all’output del sistema, ovvero al prodotto stesso, nel caso di sistemi di gestione dei rifiuti l’unità funzionale è riferita ai rifiuti stessi ovvero all’input del sistema. Può essere infatti definita come una quantità stabilita di rifiuti (ad esempio 1 tonnellata) o in alternativa come la quantità di rifiuti prodotti dalla popolazione di una determinata area, in un periodo di tempo definito. È necessario inoltre che siano specificate la composizione e le caratteristiche di tali rifiuti. Nel caso in cui si analizzino e confrontino scenari in cui varia la quantità di rifiuti da gestire può essere tuttavia utilizzata solo la seconda opzione. L’utilizzo di un’unità funzionale basata su un quantitativo costante di rifiuto da gestire non consente infatti di confrontare scenari in cui il quantitativo complessivo di rifiuti prodotti è variabile. Tale aspetto risulta valido anche nel caso in cui si analizzino e confrontino scenari che includono attività di prevenzione dei rifiuti grazie alle quali si ha una variazione della quantità di rifiuti prodotti.
In relazione al confine del sistema, in un’analisi del ciclo di vita di un prodotto si includono generalmente tutte le fasi del ciclo di vita stesso, a partire dall’estrazione delle materie prime sino al trattamento al termine della vita utile includendo fabbricazione, distribuzione e utilizzo del prodotto. Quando l’analisi del ciclo di vita è invece applicata a un sistema di gestione dei rifiuti, il confine è convenzionalmente compreso tra il momento in cui un materiale diventa rifiuto e quello in cui il rifiuto lascia il sistema come emissione in aria o in acqua, diventa inerte o un nuovo prodotto utile dopo un processo di valorizzazione. Le fasi precedenti la generazione del rifiuto (definite processi/attività upstream) sono quindi generalmente omesse applicando il cosiddetto zero burden approach in quanto comuni a tutti gli scenari. Tale approccio non può invece essere adottato quando i processi a monte differiscono tra i diversi scenari confrontati, come nel caso di attività di prevenzione dei rifiuti che possono presentare differenze per entità e tipologia tra i processi upstream. Almeno le parti di processi upstream che differiscono da uno scenario all’altro devono essere quindi incluse nel confine del sistema. Si ipotizzi di voler confrontare la gestione dei rifiuti di un sistema che prevede il consumo domestico di acqua in bottiglia monouso con la gestione dei rifiuti di un sistema alternativo che prevede il consumo di acqua di rete come attività di prevenzione dei rifiuti. In questo caso, si hanno processi upstream che differiscono tra i due scenari: nel primo scenario è necessario produrre le bottiglie, confezionarle e trasportarle sino al negozio e in seguito al luogo di consumo; nel secondo scenario si ha invece il processo di potabilizzazione dell’acqua e il successivo trasporto tramite la rete sino al luogo di consumo. Tali processi devono quindi essere inclusi nell’analisi.